# Светски куп у биатлону 2012/13 — штафета за жене
На програму Светског купа у биатлону 2012/13. такмичење у дисцилини штафета за жене налазило се на шест такмичења ове године. Прво је одржано у 2. колу 9. децембра 2012. у Хохфилцену, (Аустрија), а последње у 8. колу 14. марта 2013. у Сочију (Русија).

## Систем такмичења
Женска штафета, има иста правила као и друге штафете у биатлону, а сатоји се од четири члана. Трче се четири круга по 6 км. У току трке свака такмичарка има два гађања: једно из лежећег, а друго из стојећег става. За свако гађање (5 мета) такмичарка има 8 метака, од којих 5 иду у пушку, а преостала три (уколико буду потребни) морају се ручно напунити. Уколико и после испуцаних 8 метака, има непогођених мета, трчи се казнени круг од по 150 м за сваку промашену мету. Прве тркачице свих екипа крећу у исто време, а свака следећа, зависно од тога којим редом њена претходнца из екипе стигне на место предаје штафета. Предаја се врши додиривањем, на било ком месту на телу, у „зони“ предаје дугој 50 метара. Предају надгледају посебне судије. Прво гађање, прве такмичарке је на мети која одговара њеном стартном броју. Друго гађање прве и сва гађања преосталих такмичарки у екипи, одвијају се на метама по редоследу стизања на гађање.

## Победнице женских штафета у Светском купу 2011/12.
| Медаља  | Такмичар  | Бодови |
| ------- | --------- | ------ |
| Злато:  | Француска | 216    |
| Сребро: | Норвешка  | 205    |
| Бронза: | Русија    | 192    |

## Освајачи медаља
| Дисциплина:      | Злато:                                                                           | Време                                                     | Сребро:                                                                            | Време                                                     | Бронза:                                                                                     | Време                                                     |
| Хохфилцен детаљи | Норвешка · Фани Хорн · Синеве Солемдал · Хилде Фене · Тора Бергер                | 1:11:45,1 (0+0) (0+0) (0+1) (0+2) (0+1) (0+0) (0+0) (0+1) | Украјина · Вита Семеренко · Ваљ Семеренко · Јулија Џима · Олена Пидрушина          | 1:12:15,5 (0+0) (0+1) (0+0) (0+3) (0+0) (0+0)             | Русија · Јекатерина Глазирина · Олга Зајцева · Јекатерина Шумилова · Олга Виљухина          | 1:12:30,5 (0+0) (0+0) (0+0) (0+3) (0+1) (0+0)             |
| Оберхоф деатаљи  | Украјина · Јулија Џима · Ваљ Семеренко · Олена Пидрушна · Вита Семеренко         | 1:20:16,1 (0+0) (0+1) (0+1) (0+1) (0+0) (0+1)             | Француска · Мари Лор Бруне · Анаис Бескон · Софи Буале · Мари Дорен Абер           | 1:21:02,0 (0+0) (0+2) (0+0) (0+0) (0+1) (0+1) (0+0) (0+0) | Немачка · Тина Бахман · Миријам Геснер · Франциска Хилдербранд · Надин Хорхлер              | 1:22:03,4 (0+0) (0+0) (2+3) (0+1) (0+1) (0+1) (0+2)       |
| Руполдинг детаљи | Норвешка · Хилде Фене · Ан Кристин Флатланд · Синеве Солемдал · Тора Бергер]     | 1:08:13,2 (0+0) (0+0) (0+1) (0+0) (0+2) (0+1) (0+0) (0+0) | Русија · Јекатерина Глазирина · Олга Виљухина · Јекатерина Шумилова · Олга Зајцева | 1:09:07,9 (0+0) (0+0) (0+1) (0+0)                         | Чехословачка · Вероника Виткова · Габријела Соукалова · Kristýna Černá · Veronika Zvařičová | 1:10:05,0 (0+2) (0+1) (0+0) (0+0) (0+2) (0+1) (0+3) (0+2) |
| Antholz детаљи   | Немачка · Франциска Хилдербранд · Миријам Геснер · Надин Хорхлер · Андреа Хенкел | 1:13:02,1 (0+1) (0+3) (0+1) (0+0) (0+0) (0+3) (0+1)       | Русија · Јекатерина Глазирина · Олга Зајцева · Јекатерина Шумилова · Олга Виљухина | 1:13:19,5 (0+1) (0+0) (0+1) (0+1) (0+1) (0+1) (0+3)       | Француска · Анаис Бескон · Софи Буале · Мари Лор Бруне · Мари Дорен Абер                    | 1:13:43,0 (0+0) (0+2) (0+0) (0+0) (0+0) (0+2)             |
| СП 2013. деатаљи | Норвешка · Хилде Фене · Ан Кристин Флатланд · Синеве Солемдал · Тора Бергер      | 1:08:11,0 (0+2) (1+3) (0+0) (0+2) (0+0) (0+1)             | Украјина · Јулија Џима · Вита Семеренко · Ваљ Семеренко · Олена Пидрушнаа          | 1:08:18,0 (0+0) (0+1) (0+2) (0+0) (0+1) (0+0) (0+0) (0+1) | Италија · Доротеа Вијерер · Nicole Gontier · Микела Понца · Карин Оберхофер                 | 1:08:22,6 (0+0) (0+0) (0+2) (0+0) (0+0) (0+2) (0+0) (0+0) |
| Сочи детаљи      | Немачка · Андреа Хенкел · Еви Сахенбахер-Штеле · Миријам Геснер · Лаура Далмајер | 1:09:27,1 (0+1) (0+0) (0+0) (0+2) (0+1) (1+3) (0+0) (0+0) | Украјина · Јулија Џима · Олена Пидрушна · Ваљ Семеренко · Марија Панфилова         | 1:09:39,0 (0+0) (0+1) (0+1) (0+2) (0+0) (0+1)             | Норвешка · Хилде Фене · Тирил Екхоф · Ан Кристин Флатланд · Тора Бергер                     | 1:09:48,3 (0+1) (0+2) (0+0) (0+3) (0+1) (0+1) (0+0) (0+2) |

## Коначна табела у женској штафети
Стање после прве трке од шест.
| #  | Штафета      | ХОХ | ОБЕ | РУП | АНТ | СП | СОЧ | Укупно |
| -- | ------------ | --- | --- | --- | --- | -- | --- | ------ |
| 1  | Норвешка     | 60  | 43  | 60  | 43  | 60 | 48  | 314    |
| 2  | Украјина     | 54  | 60  | 36  | 40  | 54 | 54  | 298    |
| 3  | Немачка      | 43  | 48  | 43  | 60  | 40 | 60  | 294    |
| 4  | Русија       | 48  | 40  | 54  | 54  | 43 | 38  | 277    |
| 5  | Француска    | 40  | 54  | 38  | 48  | 38 | 40  | 258    |
| 6  | Италија      | 30  | 38  | 40  | 34  | 48 | 36  | 226    |
| 7  | Пољска       | 38  | 36  | 31  | 38  | 32 | 43  | 218    |
| 8  | Белорусија   | 36  | 34  | 34  | 36  | 36 | 34  | 210    |
| 9  | Чехословачка | 31  | 30  | 48  | 26  | 31 | 32  | 198    |
| 10 | Шведска      | 32  | 31  | 25  | 29  | 26 | 30  | 173    |
| 11 | Казахстан    | 27  | 28  | 29  | 22  | 27 | 29  | 162    |
| 12 | Словачка     | 34  | 32  | 32  | 25  | 34 | —   | 157    |
| 13 | Канада       | 28  | —   | 27  | 30  | 29 | 31  | 145    |
| 14 | Бугарска     | 20  | 25  | 22  | 24  | 23 | 25  | 139    |
| 15 | Естонија     | 22  | 24  | 20  | 21  | 21 | 27  | 135    |
| 16 | Румунија     | 24  | 29  | 21  | 28  | 0  | 26  | 128    |
| 17 | САД          | 29  | —   | 28  | 31  | 30 | —   | 118    |
| 18 | Аустрија     | 26  | —   | 30  | 32  | 22 | —   | 110    |
| 19 | Кина         | —   | 27  | 26  | 27  | 25 | —   | 105    |
| 20 | Швајцарска   | 25  | 26  | 24  | —   | 28 | —   | 103    |
| 21 | Финска       | 23  | —   | 23  | —   | 20 | 28  | 94     |
| 22 | Јапан        | 21  | —   | —   | 23  | 19 | 24  | 87     |
| 23 | Јужна Кореја | —   | 23  | 19  | 20  | 17 | —   | 79     |
| 24 | Словенија    | —   | —   | —   | —   | 24 | —   | 24     |
| 25 | Литванија    | —   | —   | —   | —   | 18 | —   | 18     |